# Барздукі
Барздукі (литовська міфологія) — маленькі чоловічки, що живуть усередині землі та тримають під деревами (зазвичай під бузиною) хліб і пиво. Схожі на гномів. 
Барстукі або Парстукі (прусська міфологія) — маленькі генії бога землі Пушайтіса. Прусси влаштовували барстукам двічі на рік нічний бенкет: вносили ввечері столи на тік, ставили страви з борошняними та м'ясними стравами та замикали тік. На другий день вони дивилися, які наїдки поїли барстукі, і робили висновки щодо врожаю хліба та розмноження худоби. 